# Revista Internacional de Estudios Vascos
La Revista internacional de Estudios Vascos (RIEV) és una publicació periòdica fundada el 1907 per Julio Urkijo per a la promoció dels estudis sobre temàtica cultural basca.
En els seus inicis era de periodicitat trimestral, a partir de la segona etapa es publica bianualment.
La primera etapa va de 1907 a 1937 i hi predominen la filologia, la literatura tradicional i la història. Georges Lacombe i Fausto Arocena portaren de facto la direcció de la Revista. En aquesta primera etapa hi col·laboraren entre altres Pio Baroja, Pere Bosch Gimpera, Américo Castro i Resurrección María de Azkue.
La segona etapa va ser de 1983 a 1997 a càrrec d'Eusko Ikaskuntza essent dirigida per Julio Caro Baroja.
La tercera i quarta etapa abasten els períodes de 1998 a 2005 (dirigida per Gregorio Monreal) i de 2006 fins a l'actualitat, dirigida per Aingeru Zabala.
El seu fundador, persona molt ben relacionada amb els medis científics internacionals, sol·licità la col·laboració dels investigadors i publicistes més prestigiosos i volgué integrar-hi dues tradicions intel·lectuals, la local i l'exterior amb una vocació d'internacionalitat i de rigor.